# Andrei Mocuța
Andrei Mocuța (n. 12 ianuarie 1985, Arad) este un prozator și poet român, redactor la revista ARCA, profesor.

## Biografie
S-a născut în Arad la 12 ianuarie 1985 și locuiește în Curtici. Este fiul scriitorului Gheorghe Mocuța și al învățătoarei Florica Mocuța.
A absolvit Colegiul Național „Moise Nicoară” din Arad în 2003. În 2008 s-a licențiat în filologie (engleză-franceză) la Universitatea de Vest din Timișoara în cadrul Facultății de Litere, Istorie și Teologie. Tot aici a absolvit studiile de master în „Comunicare interculturală”, 2010, si studiile doctorale cu teza: „Portret al artistului in absentia – J. D. Salinger: o monografie”. Din 2008 este profesor de limba engleză și limba franceză.

## Activitate literară
A debutat publicistic cu recenzie în revista ARCA nr. 10-11-12, 2001, iar debutul editorial l-a făcut cu volumul Povestiri din adânci tinereți, Editura Cartea Românească, 2006, volum care a obținut Premiul pentru Proză la Concursul de manuscrise al Uniunii Scriitorilor din România. 
Este prezent în antologiile "Puzzle" (o panoramă a prozatorilor arădeni de azi), Editura Mirador, 2007, "Șase autori și un pictor în căutarea Curticiului pierdut", Editura Mirador, 2008, "Treizero", Editura Mirador, 2013. Colaborează cu proză, recenzii și cronici de film la reviste literare: ARCA, „Familia”, Convorbiri literare, Tribuna, „Semne” și Orizont (revistă). Poezia i-a fost tradusă în limba engleză, franceză, italiană, slovacă, slovenă, maghiară. A fost invitat și a participat ca membru al juriului în cadrul a diverse festivaluri cu specific literar printre care și "Festivalul de Poezie Gellu Naum". O notă personală despre activitatea sa literară se regăsește în interviuri.  

## Apariții editoriale

### Volume
- Povestiri din adânci tinereți (proză), Editura Cartea Românească, București, 2006
- Porcilator (proză), Editura Brumar, Timișoara, 2009[16][17]
- Trei povestiri (proză), Editura MIRADOR, Arad, 2010[18]
- Șercan (proză), Editura Dacia XXI, Cluj-Napoca, 2012[19][20]
- Nu există cuvinte magice (poezie), Editura Tracus Arte, 2013[21][22]
- Literatura (proză), Editura Tracus Arte, 2015[23][24][25][26][27][28][29][30]
- Portret al artistului in absentia. J. D. Salinger: o monografie, Editura Universității de Vest, Timișoara, 2015[31][32][33][34][35]
- Voi folosi întunericul drept călăuză (poezie), Editura Cartea Românească, 2016[7][36][37][38][39]
- Superman vs. Salinger (proză), Editura Paralela 45, 2018[7][40][41][42][43][44][45][46][47][48][49][50][51]
- Portret al artistului după moarte (poezie, in memoriam Gheorghe Mocuța), Editura Universității de Vest, Timișoara, 2020[9][52][53][54][55][56][57][58][59][60][61][62][63][64][65][66][67][68][69]

### Traduceri
- Ilustrată din Chinatown, de Richard Brautigan (în traducerea Andrei Mocuța), Editura Paralela 45, 2018[70][71][72][73][74][75][76]

### Antologii
- Metamorfoze, transgresiuni. Explorări în literatura secolului XX, Editura Universității de Vest, Timișoara, 2016[77]
- Flash fiction. Antologie Literomania de proză scurtă, Editura Paralela 45, 2019
- MonoLog (Antologia Festivalului Internațional de Poezie „Ion Monoran”), Editura Brumar, Timișoara, 2019
- Ontos, eros, thanatos - Antologie de poezie contemporană, Editura MIRADOR, Arad, 2020[78]

### Cronici
- Wildhoney, Revista de cultură "OPT motive"[79]
- Morții familiei, Literomania Nr. 172 / 2020[80]
- Un poet pus pe șotii, Revista de cultură "OPT motive"[81]
- Momente și clipuri, schițe și povești, Literomania Nr. 171 / 2020[82]
- Fericirile lui Adrian, ARCA Nr. 3 / 2020[83]
- Regrupare și contraatac, ARCA Nr. 3 / 2020[84]
- Zece ani mai târziu, Revista de cultură "OPT motive"[85]
- Trilogia disoluției, Revista de cultură "OPT motive"[86]
- Rita², Revista de cultură "OPT motive"[87]
- HAL 9000, Revista de cultură "OPT motive"[88]
- Something is rotten in the state of Denmark, Revista de cultură "OPT motive"[89]
- MonoLogul interior al unei pagini demult scrise, ARCA Nr. 1 / 2020[90]
- Hoodoo you think you are?, ARCA Nr. 7-8-9 / 2019[91]
- Focul din tâmplă, ARCA Nr. 10-11-12 / 2019[92]
- Tehnici de transparență, ARCA Nr. 4-5-6 / 2019[93]
- # GenerațiaHashtag, o capcană, ARCA Nr. 1-2-3 / 2019[94]
- Mocuța vs. Mocuța:o cronică de familie, ARCA Nr. 7-8-9 / 2018[95]
- Grete Tartler: Poezia regăsită, ARCA Nr. 10-11-12 / 2018[96]
- Raul Bribete: aici și acum, ARCA Nr. Nr. 7-8-9 / 2018[97]
- Subconștientul imaginar al Itacăi, ARCA Nr. 4-5-6 / 2017[98]
- Ultima pauză de țigară, ARCA Nr. 4-5-6 / 2016[99]
- Trei povestiri noi de Salinger, ARCA Nr. 1-2-3 / 2015[100]
- Fluturi negri pe strada Speranței, Revista Zero Nouă, ediția 1, octombrie 2019[101]

## Premii și distincții
- Premiul internațional al publicului, Balcic, Bulgaria, 2015[102]
- Premiul pentru Proză la Concursul de manuscrise al Uniunii Scriitorilor din România, 2005[103]
- Premiul pentru proză, USR Arad, 2011, 2013, 2016[1][2][104]
- Premiul pentru poezie, USR Arad, 2017[1][2]
- Premiul „Dorel Sibii”, Săvârșin, Arad, 2002[1][2]
- Premiul Radu Rosetti, Onești, 2003[1][2]
- Premiul Marin Preda, Siliștea Gumești, Teleorman, 2003[1][2]
- Premiul Liviu Rebreanu, Bistrița, 2003[1][2]
- Premiul Clubului Rotary Arad pentru Literatură, 2006[1][2]
- Premiul pentru Debut al Filialei Arad a USR, 2007[1][2]

## Afilieri
Membru al Uniunii Scriitorilor din România (din 2013) și al PEN-Clubului Român.

### Interviuri
- TVR Timișoara / Andrei Mocuța la Piper pe limbă
- TVR Timișoara / Andrei și Gheorghe Mocuța la Piper pe limbă
- Zoom pe literatura română (ep. 29) - Andrei Mocuța
- Andrei Mocuța - SAD 2020 / Portret al artistului după moarte (EUV, 2020
- „Maraton de poezie online 2020” / Andrei Mocuța citește din „Portret al artistului după moarte” (EUV, 2020)
- Platforma de lecturi publice „Arad LiterArt” 2020 / "Aducem scriitorii aproape de voi" - Andrei Mocuța citește din „Superman vs. Salinger” (P45, 2018) Arhivat în 31 octombrie 2020, la Wayback Machine.
- Viitorul României / Andrei Mocuța, scriitor: “La Paris n-aș scrie niciodată poezia pe care o scriu în județul Arad. În orice altă patrie aș deveni douămiist”
- Optmotive.ro / Învățături către fiu, confesiuni despre tată
- Optmotive.ro / Ce fac scriitorii în vremea pandemiei?
- Revista Tiuk / Andrei Mocuța[nefuncțională]